# Шукырколь
Шукырколь (каз. Шұқыркөл) — село в районе имени Габита Мусрепова Северо-Казахстанской области Казахстана. Административный центр Шукыркольского сельского округа. Код КАТО — 596669100.

## Население
В 1999 году численность населения села составляла 828 человек (422 мужчины и 406 женщин). По данным переписи 2009 года, в селе проживало 459 человек (238 мужчин и 221 женщина).